# Maksim Waładźko
Maksim Anatolewicz Waładźko (biał. Максiм Анатолевіч Валадзько, ur. 10 listopada 1992 w Mińsku) – białoruski piłkarz grający na pozycji lewego obrońcy lub pomocnika. Jest wychowankiem klubu BATE Borysów.

## Kariera klubowa
Swoją karierę piłkarską Waładźko rozpoczął w klubie BATE Borysów. W 2009 roku awansował do pierwszego zespołu BATE i w sezonie 2009 zadebiutował w nim w ekstraklasie białoruskiej. W swoim debiutanckim sezonie wywalczył z BATE swój pierwszy w karierze tytuł mistrza Białorusi. W sezonie 2010, w którym nie rozegrał żadnego meczu, wywalczył z BATE dublet - mistrzostwo oraz Puchar Białorusi. W 2011 roku po raz trzeci został mistrzem kraju.
W 2012 roku Waładźko został wypożyczony do pierwszoligowego Skwiczu Mińsk. Zadebiutował w nim 21 kwietnia 2012 w wygranym 2:0 domowym meczu z Chimikiem Świetłohorsk. W Skwiczu grał przez rok.
W 2013 roku Waładźko wrócił do BATE, gdzie stał się podstawowym zawodnikiem. W 2013 i 2014 roku sięgnął po kolejne tytuły mistrza kraju.
| Sezon | Klub         | Kraj     | Rozgrywki        | Mecze | Bramki |
| ----- | ------------ | -------- | ---------------- | ----- | ------ |
| 2009  | BATE Borysów | Białoruś | Wyszejszaja liha | 2     | 0      |
| 2010  | BATE Borysów | Białoruś | Wyszejszaja liha | 0     | 0      |
| 2011  | BATE Borysów | Białoruś | Wyszejszaja liha | 8     | 1      |
| 2012  | Skwicz Mińsk | Białoruś | Pierszaja liha   | 14    | 4      |
| 2013  | BATE Borysów | Białoruś | Wyszejszaja liha | 20    | 0      |
| 2014  | BATE Borysów | Białoruś | Wyszejszaja liha | 21    | 1      |
| 2015  | BATE Borysów | Białoruś | Wyszejszaja liha |       |        |

## Kariera reprezentacyjna
Waładźko grał w reprezentacji Białorusi U-21. W dorosłej reprezentacji Białorusi zadebiutował 18 listopada 2014 w wygranym 3:2 towarzyskim meczu z Meksykiem, rozegranym w Borysowie.